# Большеклювая чайка
Большеклювая чайка (лат. Larus pacificus) — очень крупная чайка, обычная для берегов Австралии. Вид содержит два подвида: L. p. pacificus с юго-восточного побережья и Тасмании и L. p. georgii (Южная и Западная Австралия).

## Описание

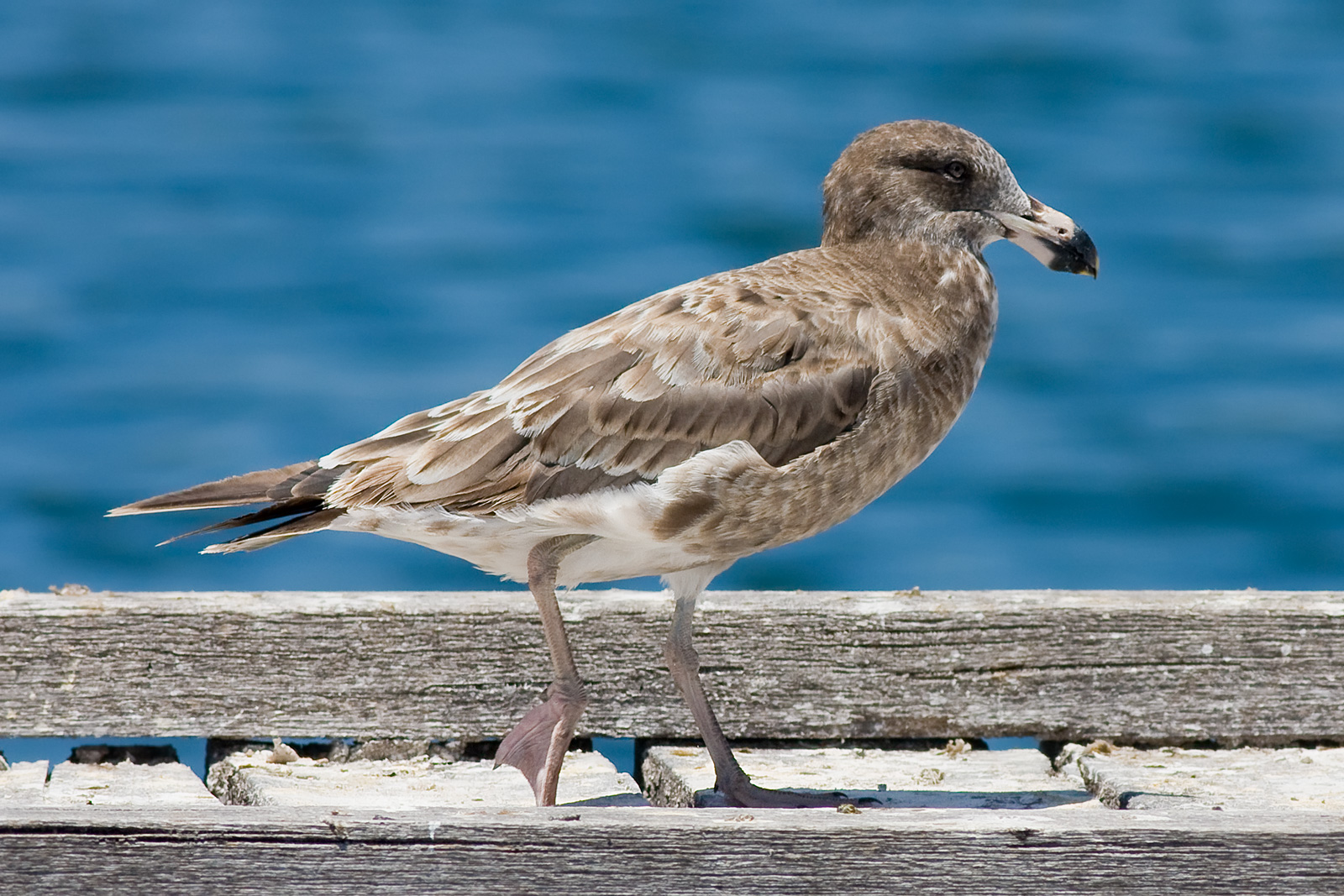
Так выглядит молодая особь

Длина 58—66 см, размах крыльев 137—157 см, вес 0,9—1,18 кг. Окрас в основном белый с тёмными крыльями и спиной, лапы мощные и жёлтые. Мощный жёлтый с красным концом клюв.
Молодые особи окончательно приобретают типичный для вида окрас и становятся неотличимы от взрослых птиц к четвёртому году жизни.

## Поведение
Летают по одной или парами, патрулируя берег в поисках пищи. Иногда сбрасывают с высоты на камни раковины моллюсков и морских ежей.